# ТЕС Дейр-Алі
33°16′6″ пн. ш. 36°19′44″ сх. д. / 33.26833° пн. ш. 36.32889° сх. д.
ТЕС Дейр-Алі – теплова електростанція у південній частині Сирії, за два десятки кілометрів на південь від околиць Дамаска. Створена за технологією комбінованого парогазового циклу.
У 2010 році на майданчику станції ввели в експлуатацію парогазовий блок потужністю 750 МВт. У ньому встановлено дві газові турбіни потужністю по 250 МВт, які через котли-утилізатори живлять одну парову турбіну з показником 250 МВт. 
Спорудження другого парогазового блоку номінальною потужністю 800 МВт припало на першу половину 2010-х. Цей об’єкт має дві газові турбіни з показниками по 284 МВт та одну парову турбіну потужністю 270 МВт. У звіті за 2015 рік генеральний підрядник будівництва грецька компанія METKA повідомила про його завершення.
Станцію спорудили з розрахунку на використання єгипетського природного газу, постаченого по Арабському газопроводу. Втім, з 2012-го через дефіцит ресурсу для власних потреб Єгипет припинив його експорт. 
Зв’язок із енергосистемою країни відбувається по ЛЕП, розрахованим на роботу під напругою 400 кВ та 132 кВ.